# Posztóczky Károly
Posztóczky Károly (Rácalmás, 1882. március 28. – Környe, 1963. február 27.) magyar földbirtokos, meteorológus, amatőrcsillagász.

## Életpályája
Budapesten csillagászatot és geodéziát tanult. 1905-től erdőtagyosi birtokán rendszeres meteorológiai megfigyeléseket végzett. 1914-ben a kornak megfelelő, legjobban felszerelt magán csillagvizsgálóval rendelkezett. A Stella Csillagászati Egyesület vezetőségi tagja volt. 1930-tól az Astronomische Geselischaft tagjai közé tartozott. A második világháború idején részt vett az ógyallai csillagvizsgáló műszereinek átmentésében.

## Kutatási területei
Napfoltok, hullócsillagok, változó fényű csillagok észlelése, az amatőrcsillagászat népszerűsítése.

## Írásai
- Az erdőtagyosi csillagvizsgáló leírása, Stella 1926/1–2.
- Az amatőr csillagász műszerei, Stella 1927/4.
- A napfoltok megfigyelése (Stella, 1928. 1–2. sz.)
- Csillagvizsgálás kézi látcsővel
- A hullócsillagok megfigyelése (Stella, 1928. 3–4. sz.)

## Díjai, elismerései
- 1950-ben a Hegyfoky Kabos emlékéremmel jutalmazták meteorológiai tevékenységéért.

## Emlékezete
- Hagyatékából (műszerek, felszerelések, könyvek, dokumentumok)  épült fel Tatán a népszerűsítő Bemutató Csillagvizsgáló, amely az ő nevét viseli.